# Paectes producta
Paectes producta là một loài bướm đêm trong họ Noctuidae.